# Kleiner Rotstein
Der Kleine Rotstein ist ein 3048 m ü. A. hoher Berggipfel der Rieserfernergruppe an der Grenze zwischen Osttirol (Österreich) und Südtirol (Italien).

## Lage
Der Kleine Rotstein befindet sich im Nordwesten des Bezirks Lienz (Gemeinde St. Jakob in Defereggen) bzw. im Nordosten von Südtirol (Gemeinde Sand in Taufers). Er liegt zwischen der Dreieckspitze (3030 m ü. A.) im Nordwesten und dem Großen Rotstein (3147 m ü. A.) im Südosten. Im Nordosten befindet sich das Fleischbachkees, das jedoch nicht bis zum Gipfel hinaufreicht. Die in Südtirol gelegenen Bergflanken sind im Naturpark Rieserferner-Ahrn unter Schutz gestellt.

## Anstiegsmöglichkeiten
Der Normalweg auf den Kleinen Rotstein führt vom Alpengasthaus Oberhaus über die Jagdhausalm zum Westlichen Fleischbachkees. Über das Kees und eine steile Flanke führt der weitere Weg hinauf zum Ostgrat und in leichter Kletterei II zum Gipfel.